# هانس ووسینگ

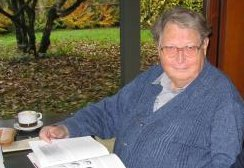
هانس لودویگ ووسینگ، تاریخ‌نگار ریاضیات - ۲۰۰۴

هانس لودویگ ووسینگ (به آلمانی: Hans-Ludwig Wußing)(زادهٔ ۱۵ اکتبر ۱۹۲۷ در والدهایم– درگذشتهٔ ۲۶ آوریل ۲۰۱۱ در لایپزیگ) تاریخ‌نگار ریاضیات اهل آلمان بود.

## زندگی و کارنامه

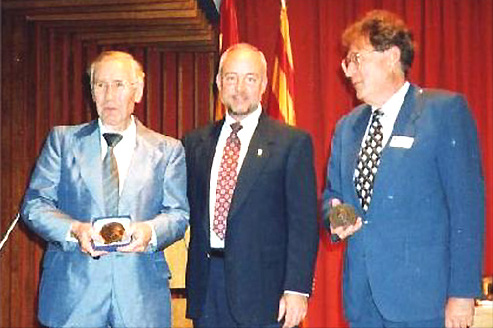
از چپ به راست: کریستوف اسکریبا، جوزف داوبن و هانس ووسینگ در نوزدهمین کنگره بین‌المللی تاریخ علم در ساراگوسا، اسپانیا، ۱۹۹۳.

ووسینگ تحصیلات دبیرستان را در زادگاه خود والدهایم به پایان برد و سپس در دانشگاه لایپزیگ به تحصیل ریاضیات و فیزیک آغازید. در اینجا استادش ارنست هولدر بود. او در سال ۱۹۵۷ در همین دانشگاه درجه دکتری ریاضیات را با رساله ای با نام درباره «جادادن های گروههای متناهی» به دست آورد و سپس از سال ۱۹۵۶ تا ۱۹۶۶ در دانشگاه لایپزیگ به عنوان دستیار در زمینه تاریخ علم سرگرم کار بود و در همانجا درجه شایستگی را با رساله ای پیشتاز درباره ریشه های مفهوم مجرد گروه به دست آورد و از ۱۹۶۶ تا ۱۹۶۸ دانشیار شد و در سال ۱۹۶۸ به درجه استادی تمام در تاریخ ریاضیات رسید. وی از سال ۱۹۷۷ تا ۱۹۸۲ به مدیریت موسسسه تاریخ علم دانشگاه لایپزیگ گماشته و در سال ۱۹۹۲ بازنشسته شد. 
ووسینگ مقاله های علمی فراوان و زندگینامه های بسیاری برای ریاضیدانان به چاپ رسانده است. او در سال ۱۹۹۳ برنده جایزه کنت ا. می شد و از سال ۱۹۶۱ عضویت آکادمی جهانی تاریخ علم در فرانسه را داشت. 

## آثار
- Carl Friedrich Gauss. Biography and document, Leipzig, Leipzig Edition on Gutenbergplatz 2011 (Eagle 051) [2] (The 60-page appendix CF Gauss and BG Teubner in Leipzig for the 200th anniversary of its founding on February 21, BG Teubner, 1811 in Leipzig.)
- Eagle Guide From Leonardo da Vinci and Galileo Galilei. Mathematics and Renaissance, Leipzig, Leipzig Edition on Gutenbergplatz 2010 (Eagle 041) [3]
- Eagle Guide From Gauss to Poincaré – Mathematics and Industrial Revolution, of Leipzig, Leipzig Edition on Gutenbergplatz 2009 (Eagle 037) [4]
- Mathematics 6000 years – a cultural and historical journey through time, 2 vols, Berlin / Heidelberg, Springer, 2008, 2009 (range: from scoring marker to the computer )
- (with H. W.Alten, A. Djafari Naini, Folkerts, H. Schlosser, K.-H. Chimneys): 4000 years Algebra, Springer Verlag 2003
- The major renovation – on the history of the scientific revolution, Basel / Boston/ Berlin, Birkhäuser 2002
- ناشر: Glossary ABC researcher and inventor, Frankfurt, German Harri 1992
- ویراستار و نویسنده همکار در نوشتن زندگینامه ریاضیدانان مهم – a collection of biographies, 1975, 4 Edition, Berlin, people and knowledge in 1989
- ویراستار: History of Science, Cologne, Aulis Verlag 1987